# صموئيل بانش
صموئيل بانش (بالإنجليزية: Samuel Bunch)‏ (و. 1786 – 1849 م) هو سياسي من الولايات المتحدة الأمريكية ولد في مقاطعة غرينجر.